# Primož Bačar
Primož Bačar, né le 15 juillet 1968, à Šempeter-Vrtojba, en République fédérative socialiste de Yougoslavie, est un ancien joueur de basket-ball slovène. Il évolue au poste d'ailier fort.

## Palmarès
- Coupe de Slovénie 1992